# Visita del papa Francisco a Cuba
El viaje apostólico del papa Francisco a Cuba se inició el 19 de septiembre de 2015 y finalizó el 22 de septiembre de 2015 e incluyó una visita privada al expresidente y líder de la Revolución cubana Fidel Castro. El 12 de febrero de 2016 realizó una breve visita en una escala en su viaje a México, donde se reunió con el Patriarca de Moscú.

## Antecedentes

### Indultos
Tres mil quinientos presos fueron indultados como un gesto a esta visita papal, según informó en su momento el diario oficial Granma. Incluyendo a personas mayores de 60 años, menores de 20 años, personas de sexo femenino y enfermos crónicos, pero la medida no alcanzó a los presos políticos ni a los considerados delitos graves como violaciones, pederastia, homicidios salvo unos contados casos por razones humanitarias. La medida se dictó el martes 8 de septiembre de 2015 por el Consejo de Estado de Cuba.

## Arribo a Cuba
La llegada al país caribeño se produjo a las 16 hs local (20:00 UTC), en un avión de la empresa Alitalia, transportadora oficial de los pontífices. En el aeropuerto cubano José Martí lo aguardaban el presidente Raúl Castro y el cardenal Jaime Ortega, la máxima autoridad católica en ese momento en La Habana. En otras instalaciones aeroportuarias lo aguardaban miles de fieles que lo recibieron con vitores y antes de que el presidente cubano iniciase su discurso de bienvenida unos niños le obsequiaron unas flores.
En su alocución de bienvenida Raúl Castro hizo hincapié en las relaciones bilaterales con Estados Unidos y en la necesidad de levantar el embargo estadounidense a Cuba al que calificó de injusto e inmoral. El discurso de Francisco se inició con un saludo hacia el hermano del presidente Castro, el expresidente y líder revolucionario Fidel Castro y dio sus saludos a todas las personas que no podrá encontrar por diversos motivos y a los ciudadanos cubanos dispersos por el mundo.

## Actividades

### Misa en la Plaza de la Revolución
El domingo 20, la primera actividad pastoral fue una misa en la Plaza de la Revolución. En su sermón el pontífice criticó la supremacía de las ideologías en el desarrollo de una sociedad mejor.

### Visita a Fidel Castro
El domingo 20 de septiembre, acompañado de una pequeña comitiva, visitó a Fidel Castro en una reunión privada que se desarrolló en la vivienda particular del expresidente cubano y que duró cuarenta minutos. En ella se intercambiaron una serie de libros y también participaron la esposa de Castro, sus hijos y sus nietos.

### Misa en Holguin
El lunes 21 ofició una misa en la ciudad de Holguin, la primera visita de un pontífice a esa localidad. Por la importancia del evento fue decretado feriado en esa ciudad. El oficio religioso se realizó desde la Loma de la Cruz entre cánticos de niños, globos y palomas y repique de campanas. Ese lugar consta de un camino conformado por cuatrocientos cincuenta y ocho escalones y en la cima hay una cruz blanca. 

### Misa en Santiago de Cuba
Una vez finalizada las actividades en Holguin se trasladó a la ciudad de Santiago, donde ofició una misa en la basílica de la Virgen de la Caridad del Cobre a la cual asistió el presidente Raúl Castro. En su homilía el papa llamó a  "vivir la revolución de la ternura con María, madre de la caridad" a lo que agregó "Como María, queremos ser una Iglesia que salga de casa para tender puentes, romper muros, sembrar reconciliaciones", además en esta ceremonia religiosa hizo hincapié en la palabra "reconciliación" refiriéndose al acercamiento entre La Habana y Washington, históricos enemigos que por las gestiones de Francisco reanudaron sus relaciones el 17 de diciembre de 2014.

## Segunda visita a Cuba

### Encuentro con el patriarca de Moscú

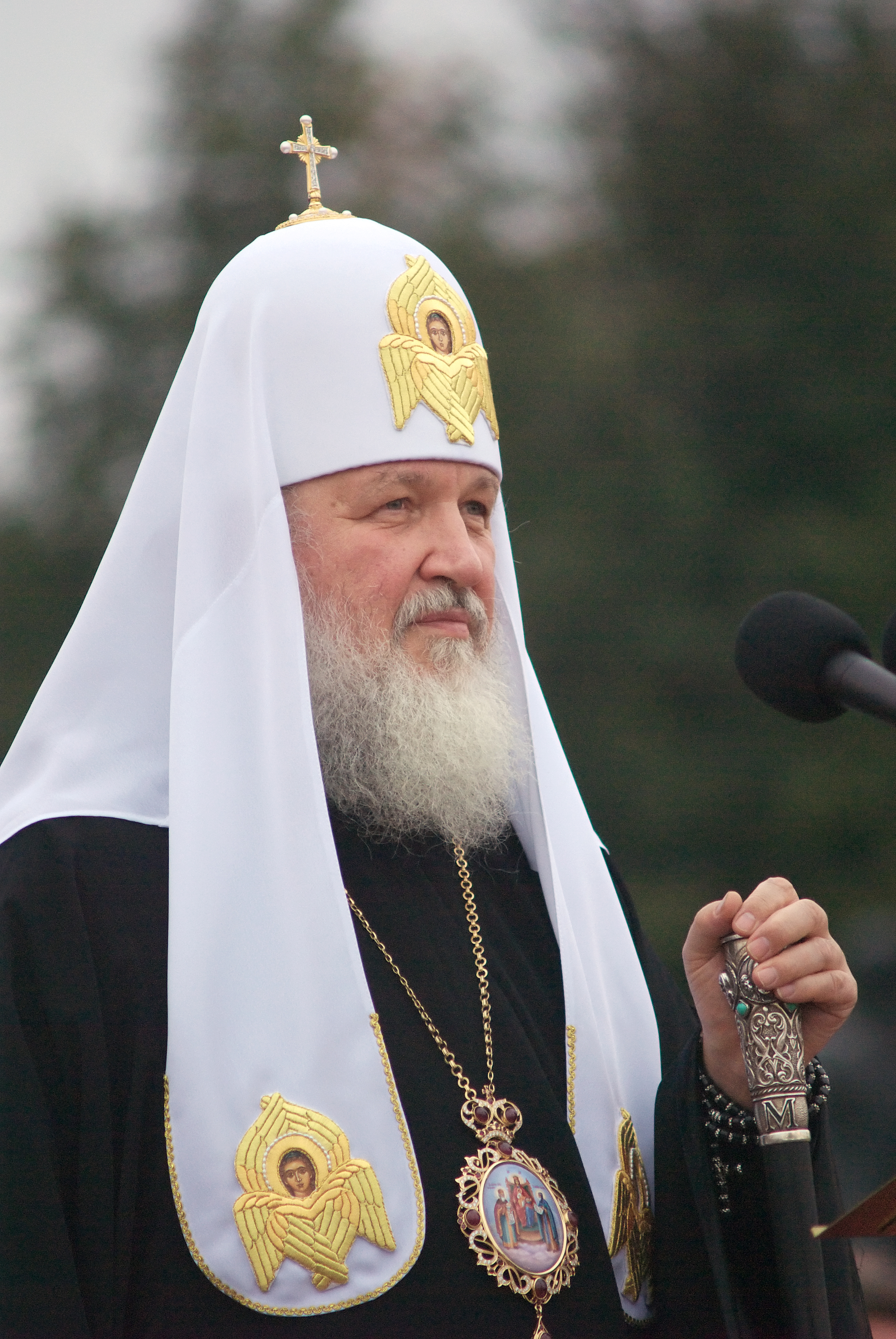
Patriarca Cirilo de Moscú

El día 12 de febrero de 2016, Francisco realizó una breve escala en su viaje a México en el aeropuerto de La Habana-José Martí, donde se reunió con el patriarca Cirilo I, Patriarca de Moscú y de todas las Rusias, siendo el primer encuentro entre el líder de la Iglesia católica y el líder de la Iglesia ortodoxa rusa, desde el cisma entre ambas iglesias ocurrido en el año 1054, la reunión se extendió por dos horas. El patriarca ruso se encuentra también en visita pastoral que incluye a Cuba, Brasil, Chile y Paraguay.
Las razones por las que ambos líderes acordaron reunirse en territorio neutral —ajeno al Vaticano y Moscú— fueron explicadas por el portavoz de la Santa Sede Federico Lombardi:

Cuba es ideal porque es un país principalmente católico que tiene una comunidad menor de rama ortodoxa en La Habana. Es un lugar igualmente hospitalario para todos. En cambio, Europa está conectada con experiencias negativas y dramáticas para ambas comunidades religiosas.

Tras el encuentro con Cirilo I, ambos líderes firmaron un acuerdo establecido en 30 puntos y el papa partió hacia México, donde llegó pasadas las 7 de la noche (hora local).

## Enlaces éxternos

### Primera visita
- Página sobre el viaje apostólico a Cuba y Estados Unidos, Sitio de la Santa Sede
- Ebook en PDF "Francisco en Cuba", Aciprensa

### Segunda visita
- Declaración conjunta entre el Papa Francisco y el Patriarca Kiril, Sitio de la Santa Sede
- Declaración conjunta entre el Papa Francisco y el Patriarca Kiril, Sitio del Patriarcado de Moscú
- Palabras del Papa Francisco y el Patriarca ortodoxo ruso Kirill en Cuba

- Datos: Q20995042